# كفرطاب
كفرطاب حصن ومدينة ثرية تقع غرب خان شيخون في محافظة إدلب.

## التاريخ
كفرطاب كانت مسرحاً للمعارك بين الصليبيين والسلاجقة الأتراك بِدْءاً من صيف عام 1104م. حيث تمكن القائد تانكرد من السيطرة عليها عام 1106م. وبعدها تنقلت بين أيدي الطرفين، حيث سيطر عليها آق سنقر الحاجب ثم بوهيموند الثاني، حتى استطاع عماد الدين زنكي من السيطرة على كامل المنطقة عام 1135م.
تعرضت المدينة لزلزال مدمر يُعرف بزلزال حماة 1157م حيث دُمرت معظم المدينة، وبعدها بعشرة أعوام منح نور الدين زنكي حكم المدينة لصلاح الدين الأيوبي بعد دفاعه عن مصر ضد الصليبين. وفي عام 1202م، أصبحت المدينة تحت سيطرة حاكم حلب الظاهر غازي أحد أبناء صلاح الدين.
في العهد المملوكي أصبحت المدينة جزءاً من منطقة حلب. و في العهد العثماني تحولت إلى قضاء تابع لولاية حلب.
ذكرها أبو العلاء المعري في ديوان اللزوميات بقوله: